# Petar Nadoveza
Petar Nadoveza (Šibenik, 9 april 1942 – 19 maart 2023) was een Kroatisch voetballer en voetbalcoach.
Nadoveza begon zijn professionele carrière bij HNK Šibenik, waar hij tevens zijn jeugdopleiding had doorlopen. Na drie jaar bij deze club trok hij voor tien seizoenen naar HNK Hajduk Split. Tijdens zijn periode bij deze club werd hij tweemaal topschutter in de Prva Liga. In 1973 trok hij naar KSC Lokeren OV, waar hij na twee seizoenen zijn carrière als speler zou beëindigen.
Zijn carrière als voetbalcoach begon in 1982 bij Hajduk Split, waarmee hij na twee seizoenen eenmaal de Joegoslavische voetbalbeker won en de halve finale van de UEFA Cup 1983/84 bereikte. Ze werden hierin uitgeschakeld door Tottenham Hotspur FC, dat uiteindelijk de finale won. In 2004 werd hij nog coach van het Japanse Cerezo Osaka, waarna hij ook een punt zette achter deze carrière.

## Palmares

### Als speler
| Nationaal                   |    |                  |
| Joegoslavisch kampioen      | 1x | 1971             |
| Joegoslavische voetbalbeker | 3x | 1967, 1972, 1973 |

### Als coach
| Nationaal                   |    |      |
| Kroatisch kampioen          | 1x | 2004 |
| Joegoslavische voetbalbeker | 1x | 1984 |
| Sloveense voetbalbeker      | 1x | 1996 |
| Kroatische voetbalbeker     | 1x | 2000 |